# Mørkenatten
Der Mørkenatten (norwegisch für Dunkle Nacht) ist ein 2515 m hoher Berg im ostantarktischen Königin-Maud-Land. Im Schtscherbakowgebirge der Orvinfjella ragt er 1,5 km südlich des Chervov Peak auf.
Norwegische Kartografen, die auch die Benennung vornahmen, kartierten ihn anhand von Luftaufnahmen und Vermessungen der Dritten Norwegischen Antarktisexpedition (1956–1960).